# Liquidambar styraciflua
Lo storace americano (Liquidambar styraciflua (L., 1753)) è una pianta arborea di taglia medio-grande appartenente alla famiglia delle Altingiacee.

## Caratteristiche
È un albero di origine nordamericana, con tronco slanciato.
Le foglie sono caduche, a fillotassi alterna (a differenza di quelle, opposte, degli aceri a cui assomigliano), lungamente picciolate di colore verde e forma per lo più pentalobata; divengono gialle, rosse e arancio in autunno. 
Può raggiungere un'altezza di oltre 25–35 m e la sua chioma (piramidale o arrotondata, a seconda dell'età) un diametro di m 10. 
I fiori sono unisessuali riuniti in infiorescenze maschili e femminili separate, la pianta è monoica. 
I fiori maschili sono privi di perianzio con molti stami, quelli femminili hanno solo il calice e ovario infero. 
Il frutto è una infruttescenza globosa legnosa, grande fino a 4 cm, che contiene diverse decine di capsule. Ogni capsula contiene 1 o 2 semi. L'infruttescenza, dapprima verde, diventa legnosa ed è spinescente per la persistenza degli stili.
Resiste al freddo; vive bene nei terreni acidi.

## Distribuzione e habitat
La pianta è originaria degli Stati Uniti sud-orientali con propaggini anche in America centrale, dove è tipica della foresta nebulosa.

## Usi
Generalmente viene piantata a scopo ornamentale ai lati dei viali, o isolata all'interno di giardini.
Dalla pianta si estrae una resina profumata, chiamata storace (da storace americano, altro nome del Liquidambar styraciflua), dall'aspetto di torba di colore verde/marrone, da non confondere con quella di colore nero del Liquidambar orientalis. Tale resina, morbida al tatto, può essere posta su carboncini ardenti. Il fumo che si forma è bianco e profumato e una volta dissolto si continua a percepirne per ore la fragranza.

## Galleria d'immagini

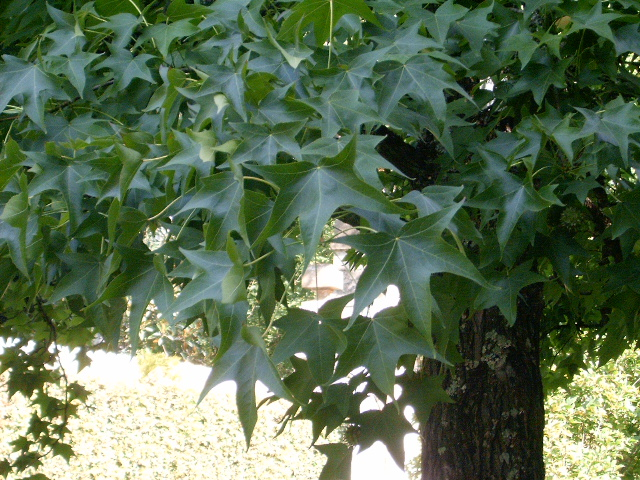
Foglie di L. styraciflua.
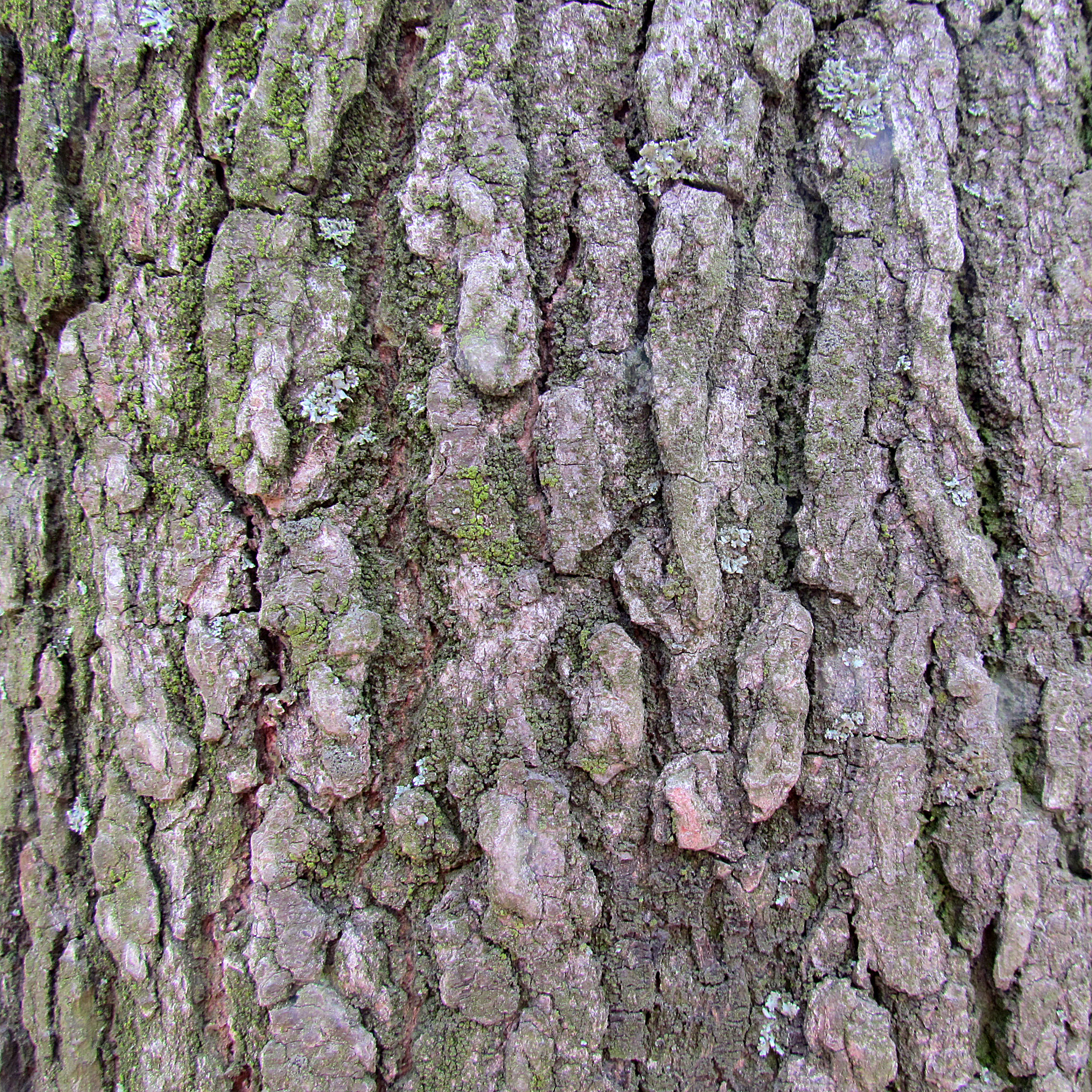
Fusto di L. styraciflua.
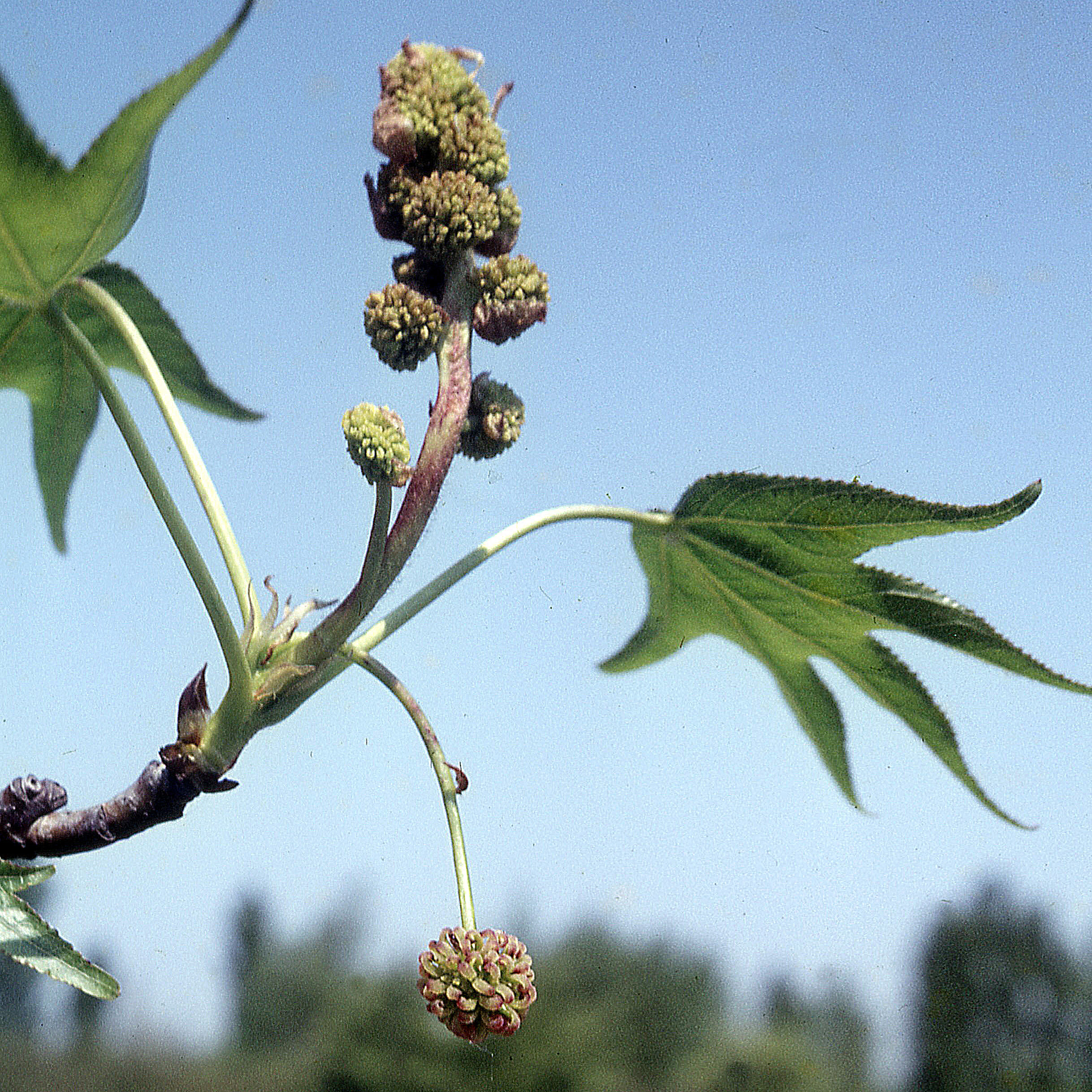
Dettaglio di infiorescenza e foglie di L. styraciflua.
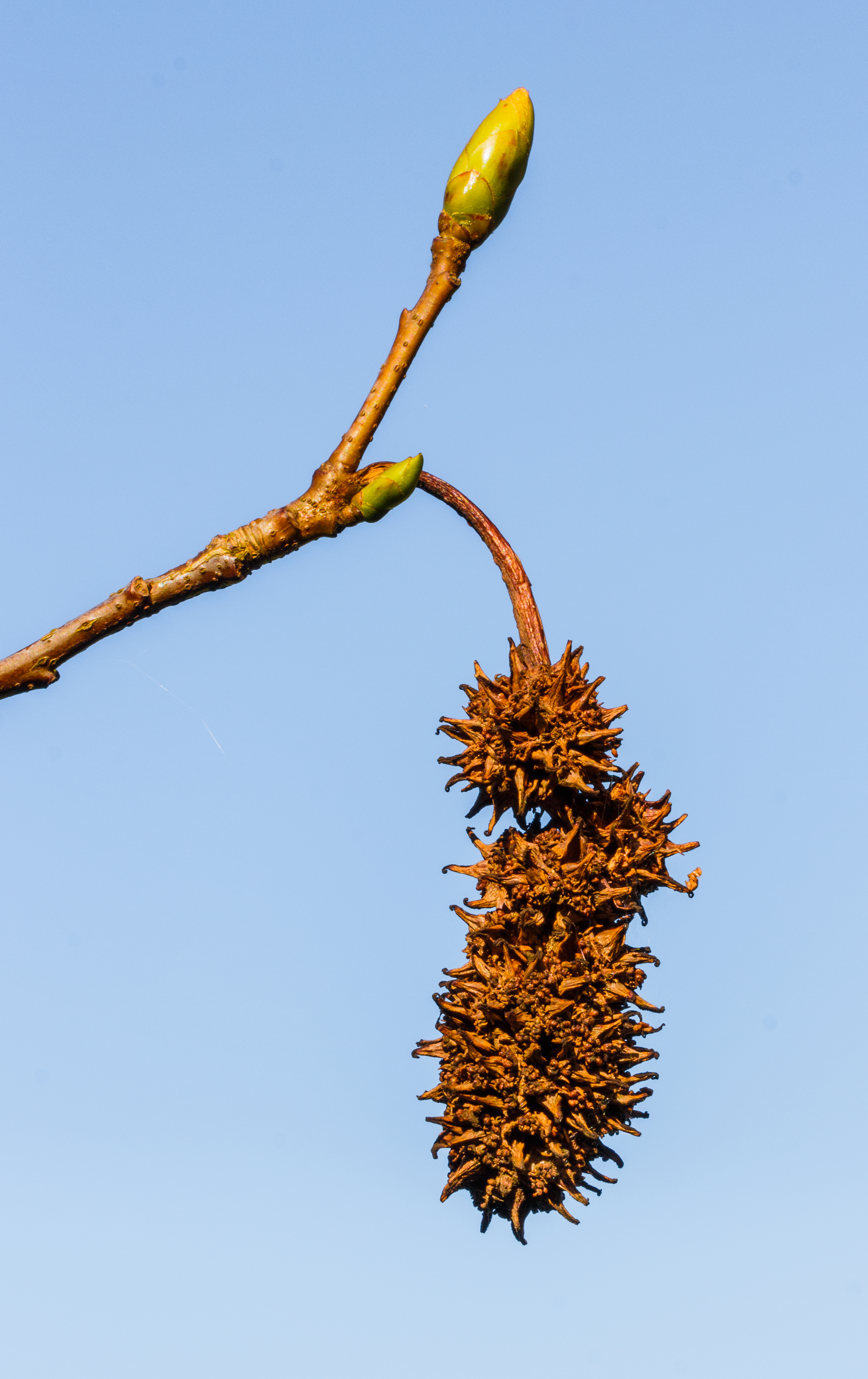
Frutti di L. styraciflua.
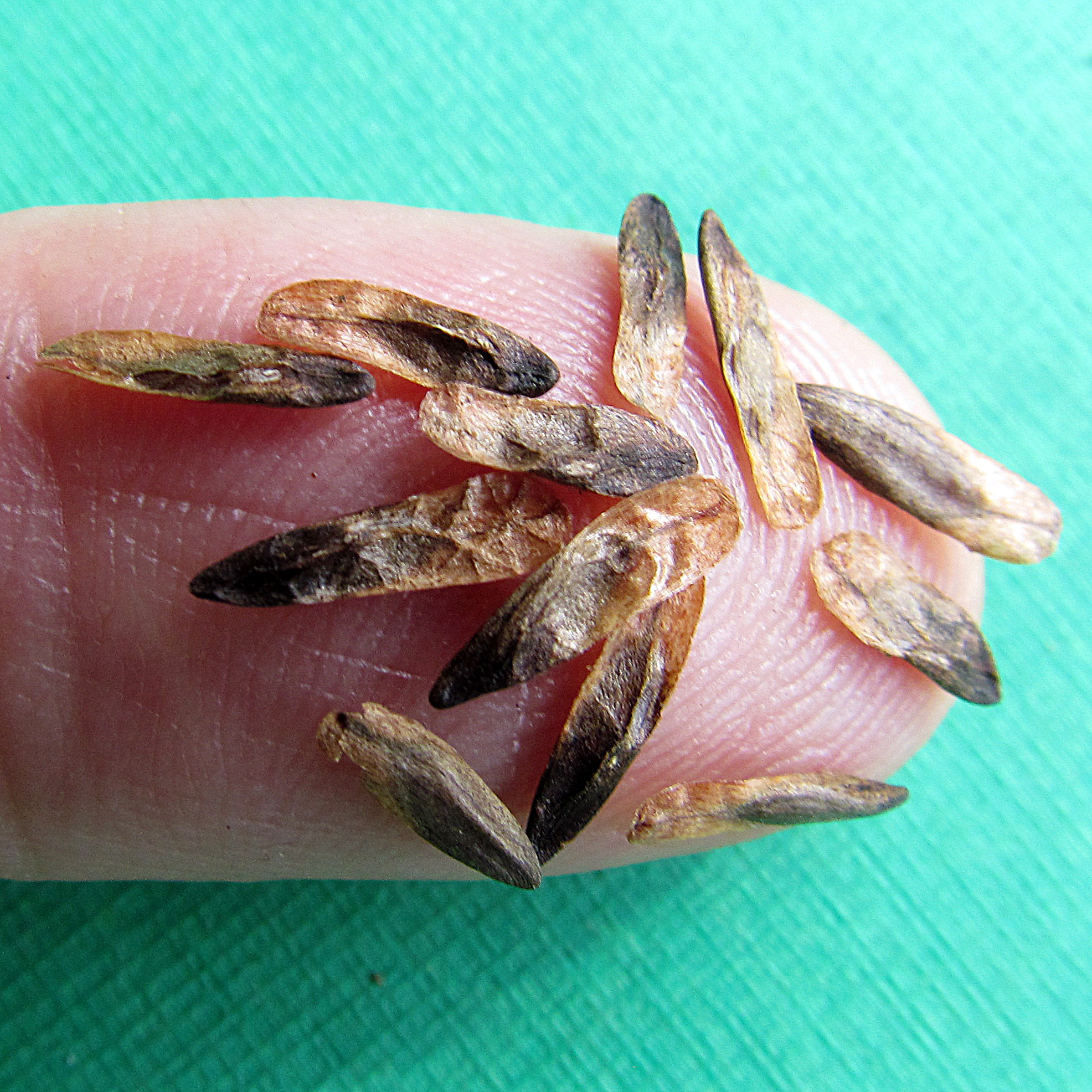
Semi di L. styraciflua.